# Edmond Puységur
Pour les articles homonymes, voir Puységur.
Edmond Puységur, de son vrai nom Edmond Madaule, né le 23 octobre 1923 et mort le 19 novembre 1991, est un écrivain français.
Son style d'écriture est proche du surréalisme, et reprend l'organisation et le contenu des rêves : phases sans liens apparents, malaise, fantasmes.

## Œuvres
La Grande Bibliothèque, éd. Flammarion  (ISBN 978-2-08-064595-1), parue en 1983, est un recueil de plusieurs nouvelles, dont :
- « La Grande Bibliothèque » : cette nouvelle inachevée est l'histoire d'Edmond, le narrateur, et de son frère, envoyés dans la Grande Bibliothèque. Ce lieu dont ils ne peuvent sortir permet de consulter tous les livres existants, et chaque livre est accompagné d'une femme.
- « Crypte »